# Саванкюля
Саванкюля (рос. Саванкюля) — присілок у Гатчинському районі Ленінградської області Російської Федерації.
Населення становить 18 осіб. Належить до муніципального утворення Сяськелевське сільське поселення.

## Географія
Населений пункт розташований на південній околиці міста Санкт-Петербурга.

## Історія
Згідно із законом від 16 грудня 2004 року № 113—оз належить до муніципального утворення Сяськелевське сільське поселення.

## Населення
| 1862 | 1928 | 1965 | 1997 | 2002 | 2006 | 2007 |
| ---- | ---- | ---- | ---- | ---- | ---- | ---- |
| 118  | ↗144 | ↘52  | ↘1   | ↗16  | ↘12  | ↗13  |
| 2010 | 2012 | 2013 | 2017 |      |      |      |
| ↗17  | ↘14  | ↗17  | ↗18  |      |      |      |